# Патрік Кутюр
Патрік Кутюр (фр. Patrick Couture; нар. 28 травня 1978, Квебек, Канада) — канадський хокеїст, що грав на позиції воротаря.

## Ігрова кар'єра
З трьох років він почав кататися на ковзанах, а в п'ять вже грав у хокей. 
У юнацькому віці виступав за клуби ГЮХЛК, у складі професійних клубів виступав у нижчих американських лігах. 
У 2003 переїхав до Німеччини, де почав виступати в складі «Бад Тельц», також грав у складі «Москітос Ессен» та «Регенсбург». Завершив кар'єру 2010 в Північноамериканській хокейній лізі.

## Нагороди та досягнення
- ХЛСУ друга команда всіх зірок — 2002–03.[1]